# Suaeda glauca
Suaeda glauca là loài thực vật có hoa thuộc họ Dền. Loài này được (Bunge) Bunge miêu tả khoa học đầu tiên năm 1879.